# L'Essentiel (Luxembourg)
Pour les articles homonymes, voir L'essentiel Radio.
L'essentiel Radio est une station de radio luxembourgeoise, qui est la seule et première radio luxembourgeoise en langue française actuellement en activité, sur tout et surtout depuis le territoire du Grand-Duché (à Differdange). Elle émet ses programmes à partir de l'émetteur du Kirchberg.

## Historique
Au mois de février 2016, le quotidien L'essentiel annonce le lancement de sa station de radio nommée L'essentiel Radio, à la suite de l'attribution d'une fréquence francophone par le gouvernement luxembourgeois.
La radio a été lancée le 22 février 2016 dans les locaux de L'essentiel (Differdange). Elle est éditée par Radiolux, constitué d'Edita SA (40 %), propriétaire du journal luxembourgeois L'essentiel, de trois actionnaires belges propriétaires également de la radio Must FM (35 %) et du luxembourgeois CLT-UFA (RTL Group) (25 %).
Quatre mois après son lancement, la chaîne devient la quatrième station du Luxembourg. En juillet 2017, la station obtient une nouvelle fréquence dans le pays. 
Peu après ses deux ans, la chaîne annonce 113 300 auditeurs luxembourgeois et frontaliers, soit 7,7% de part d'audience au Luxembourg.

## Annexe